# Dj Tubet

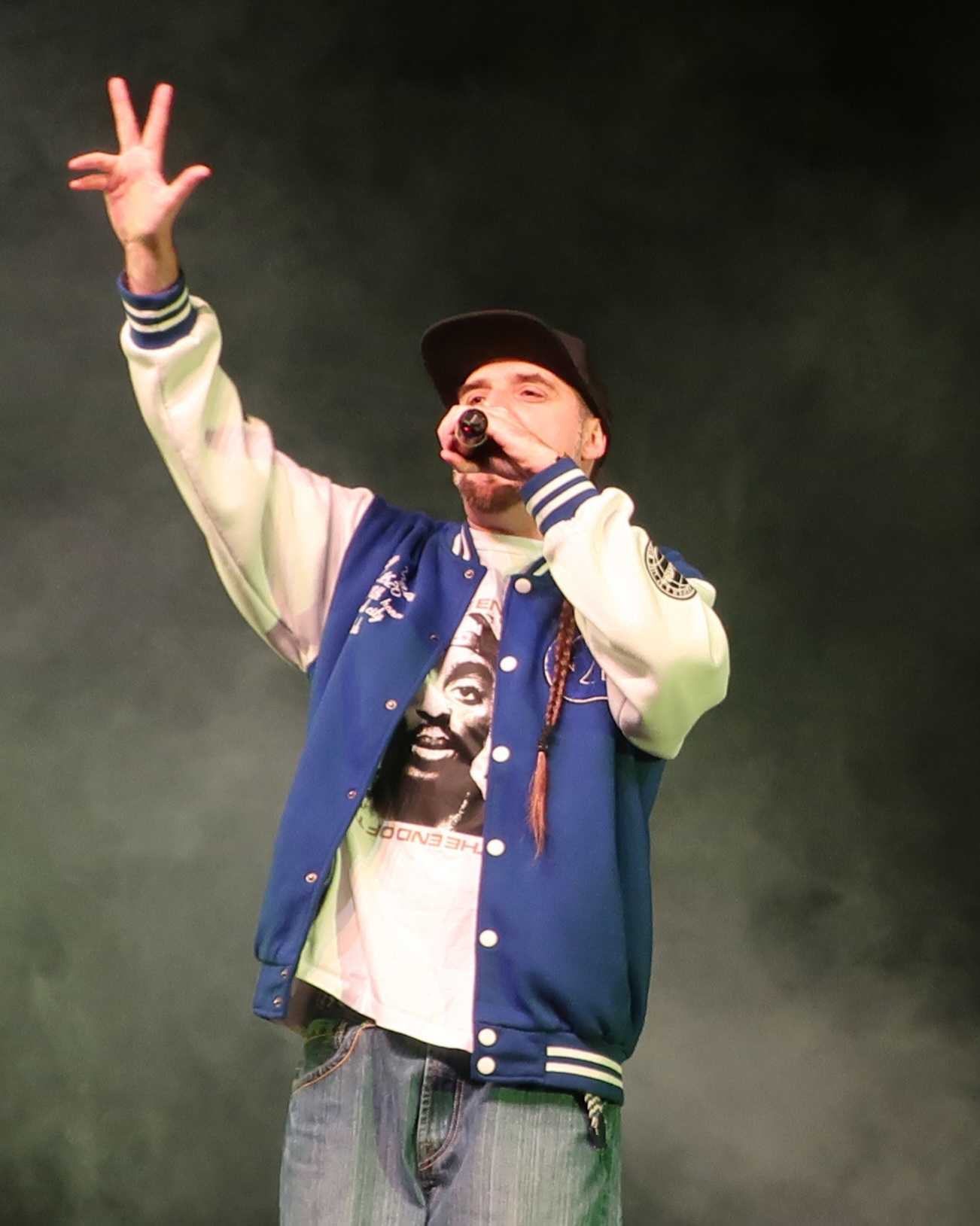
Dj Tubet

Dj Tubet (* 19. April 1982 in Cividale del Friuli, Provinz Udine; bürgerlicher Name Mauro Tubetti) ist ein italienischer Rapper, der hauptsächlich auf Friaulisch und Italienisch singt.
Seit 1998 tritt er mit Projekten auf, die von Reggae bis Dancehall reichen und Hip Hop mit traditioneller friaulischer Musik mischen.
Gewann den Publikumspreis für das beste Lied in einer Minderheitensprache bei Liet International 2010 mit R.Esistence in Dub mit dem Lied „Fieste“.
Ist ein Pionier der Hip-Hop-Pädagogik in Italien. Er hat seine eigene Form der Hip-Hop-Pädagogik in vielen Schulen und Bildungskontexten entwickelt und sie auch in Schreibwerkstätten für Rap-Texte, Anti-Mobbing-Kämpfen, Workshops mit behinderten Jugendlichen, Unterricht in friulanischer Sprache und Kultur experimentiert.
Das erste Album von DJ Tubet, „Fin Cumò“, ist eine Zusammenstellung seiner besten Singles aus den Jahren 2011 bis 2020. Es ist eine Sammlung von Liedern, die verschiedene Sprachen, Kulturen und Traditionen widerspiegeln, die durch Zusammenarbeiten mit europäischen und außereuropäischen Künstlern entstanden sind.
DJ Tubet ist einer der schnellsten Rapper Italiens, sein Freestyle „Na'Babas“ erreicht 15 Silben pro Sekunde.

## Diskografie

### Mit der Gruppe Dlh Posse

#### Alben
- 2000 – Made in Friûl
- 2001 – Hip hop Instes
- 2003 – Cronache
- 2004 – Cerchio di stelle
- 2008 – Anime Rosse

### Mit der Gruppe Suingando

#### Alben
- 2008 – Live a ca'degli angeli

### Mit der Gruppe R.esistence in dub

#### Alben
- 2008 – Avampuest dub
- 2009 – Unitat promo
- 2011 – Avampuest dub deluxe edition

### Solist

#### Schallplatte
- 2007 – Princess

#### Singles
- 2008 – Rise Up (No Gelmini)
- 2009 – Fermami
- 2011 – Bianconeri (Alè Udin)
- 2016 – No sta a contâmi dome chê storiê feat Milly
- 2020 – Torototela
- 2020 – Covid-19 Freestyle

Mixtapes
- 2016 – DJ A.T.L. 355 present: Dj Tubet (toasting, rubadub, reggae, dancehall, hip hop)
- 2018 – Dj Tubet mix by Dj Susy

Kompilationen
- 2020 – Dj Tubet – Momenti di freestyle
- 2020 – Dj Tubet – Basis

Alben
- 2020 – Fin Cumò